# Щука амурська
Щука амурська (Esox reichertii) — вид щукоподібних риб родини щукових (Esocidae).

## Поширення
Щука амурська живе тільки в басейні Амура і на Сахаліні, у Примор'ї зустрічається в басейні озера Ханка, річках Роздольне і Уссурі.

## Опис
Ця риба за всіма параметрами дуже схожа на щуку звичайну, але все ж відмінності у неї є. У амурської щуки тіло подовжене, покрите лускою: рот великий, рило витягнуте, сплющене зверху вниз, нижня щелепа трохи видається вперед. На верхній щелепі, сошнику, піднебінних кістках, язику є голкоподібні зуби, спрямовані назад; на нижній щелепі зуби сильні, іклоподібні. Задній край верхньої щелепи вільний. Для щук характерна зміна іклів на нижній щелепі, внутрішня поверхня якої покрита м'якими тканинами, а під нею розташовуються косі ряди з двох-чотирьох зубів, що примикають до кожного ікла. Коли робочий зуб виходить з ладу, на його місце стає своєю основою сусідній зуб. Думка, що під час зміни зубів щуки не живляться, помилкова, адже заміна зубів відбувається поступово. У дорослих особин спинка зеленувато-сіра, такого ж кольору спинний плавець і верхня лопать хвостового плавця. Спинний і анальний плавці відтягнуті далеко назад і розміщені близько до хвостового виїмчастого плавця, що допомагає щуці робити стрімкі кидки. Таким кидкам допомагає і подовжена, стріловидна форма тіла. На тілі є яскраві чорні або бурі плями, такі ж плями є і на плавцях. У молодої амурської щуки, що мешкає серед прибережних заростей, чорні плями на тілі відсутні або виражені на тілі дуже слабо. З боків розташовується ряд темних, похилих смуг, що роблять її малопомітною серед рослинності. Забарвленням амурська щука нагадує тайменя, який так само ховається серед пейзажу, подібного до свого забарвлення. Тривалість життя щуки становить в середньому 20 років. Велика щука досягає довжини 115 см і маси 20 кг. В уловах переважають менші екземпляри.

## Спосіб життя

### Розмноження
Статевозрілою щука амурська стає у віці трьох-чотирьох років при довжині близько 40 см. Нерест триває з березня по липень. Середня плодючість — 45 тис. ікринок; ікра донна, клейка. Час нересту сильно коливається і пов'язаний з настанням весняного паводка, коли наземна рослинність заливається водою.

### Живлення
Амурська щука — типовий хижак, що переходить на хиже харчування, досягнувши довжини лише 5 см. Дорослі риби в заплавних озерах живляться карасем, у річках — чебаком, пічкуром, гольяном. Зазвичай амурська щука споживає найбільш численних в даному районі риб. Щука годується цілий рік, але, як і в інших риб, кормова база, обсяг і режим залежать від сезону, трофічного стану водойми і безлічі інших чинників. До того ж від живлення щуки залежать її майбутній розмір та інші фізіологічні особливості: форма тіла, жирність тощо. Щука — класичний хижак-засадник. У водоймі вона зазвичай полює за найчисленнішою рибою, що економить її сили і допомагає вижити популяції. У річках Бикін, Іман щуки активно винищують гольяна, пічкура, а також охоче поїдають жаб та інших наземних тварин, які потрапляють в її полі зору. Щуки здатні хапати дуже великих риб — максимальна довжина жертви часом досягає 75%, а маса — 50% довжини і маси щуки. Самки живляться значно активніше самців, їхній раціон у 1,5–2 рази більший. На початку весни, незадовго до відкриття водойм, щуки виходять з глибини і прямують до закраїн криги, промоїн русел річок і струмків, жадібно накидаються на рибний дріб'язок. Починається перший весняний нагул щуки.

## Значення
Щука характеризується худим м'ясом (жирність менше 2%), використовується у свіжому, свіжомороженому, солоному і в'яленому вигляді. Належить до числа помітних промислових риб прісних водойм Примор'я. Думка, що щука злісний хижак, який нищить усе живе у воді, помилкова. Знищіть щуку у водоймі й порушите її біологічну рівновагу.